# Ehsan Hajsafi
Ehsan Hajsafi (Perso: احسان حاج‌صفی; Caxã, 25 de fevereiro de 1990) é um futebolista iraniano que atua como lateral-esquerdo. Atualmente, atua pelo AEK Atenas.

## Carreira
Ehsan Hajsafi representou a Seleção Iraniana de Futebol na Copa da Ásia de 2015.

## Títulos

### Sepahan
- Iran Pro League: 2009–10, 2010–11, 2014–15
- Copa do Irã: 2005–06, 2006–07, 2012–13

### Tractor Sazi
- Copa do Irã: 2019–20